# 4:0 на користь Тетянки
«4:0 на користь Тетянки» (рос. «4:0 в пользу Танечки») — український радянський дитячий комедійний фільм, знятий в 1982 році на Одеській кіностудії.

## Сюжет
У звичайній середній школі п'ятий клас «Б» («п'ятий буйний», як його називають вчителі) бере шефство над своєю новою класною керівницею — Тетяною Іванівною (яку поза очі прозвали Тетянка), головний принцип роботи якої: «від ласки і доброти, як від сонця, все розквітає», бажаючи таким чином перевірити її особисті і педагогічні якості. Здогадавшись, що хлопці вирішили її випробувати, Тетянка включилася в запропоновану гру і виграла її з рахунком 4:0.

## У ролях
- Наталія Флоренська —  Тетяна Іванівна Колосова, вчитель російської мови та літератури  (озвучувала Наталія Ричагова)
- Андрій М'ягков —  Петро Семенович, директор школи
- Світлана Немоляєва —  Ізольда Василівна, вчитель співу
- Євгенія Ханаєва —  Зоя Олександрівна, учитель математики
- Юрій Васильєв —  Юрій Максимович, шкільний лікар
- Олена Санько —  Варвара Дмитрівна, бабуся Тетянки
- Вацлав Дворжецький —  Іван Михайлович, дідусь Тетянки
- Анатолій Обухов —  людина з собачкою
- Микита Мейтін —  Сергій Тихомиров
- Дарина Жаворонкова —  Олена Разноцвєтова
- Євген Лівшиц —  Віталік Рибаков
- Наталія Лисовицька —  Світлана Смєхнова
- Олександр Варакін —  Вітя Лягушкін
- Марія Корноухова —  Зоя Булкіна
- Дмитро Волков —  Федько
- Павло Степанов —  старшокласник

## Знімальна група
- Автор сценарію: Михайло Димов
- Режисер-постановник: Радомир Василевський
- Оператор-постановник: Віктор Березовський
- Художник-постановник: Володимир Єфімов
- Композитор: Володимир Шаїнський
- Текст пісень: Наталія Просторова, Михайло Таніч
- Звукооператор: Олександр Піров
- Монтажери: Ірина Блогерман, Вікторія Монятовська
- Редактор: Тамара Хміадашвілі
- Директори картини: Джеміля Панібрат, Інна Плотникова, Н. Вітвінова